# 마약밀매

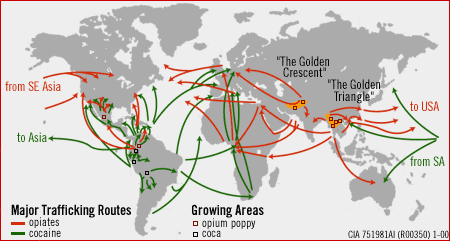
국제 마약 루트.

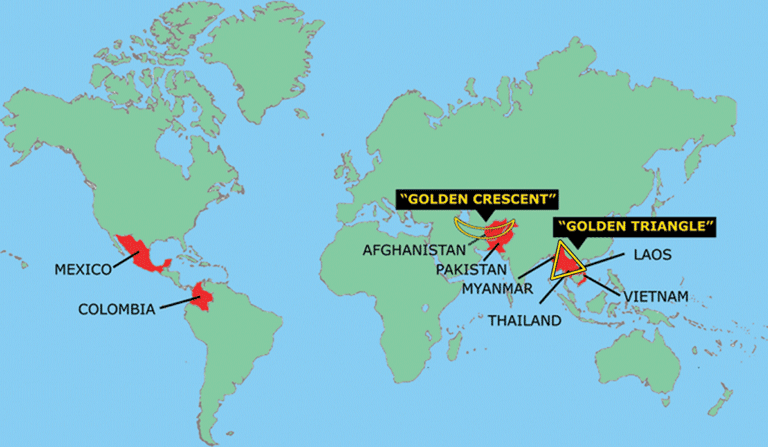
세계 주요 헤로인 생산국(빨간색)

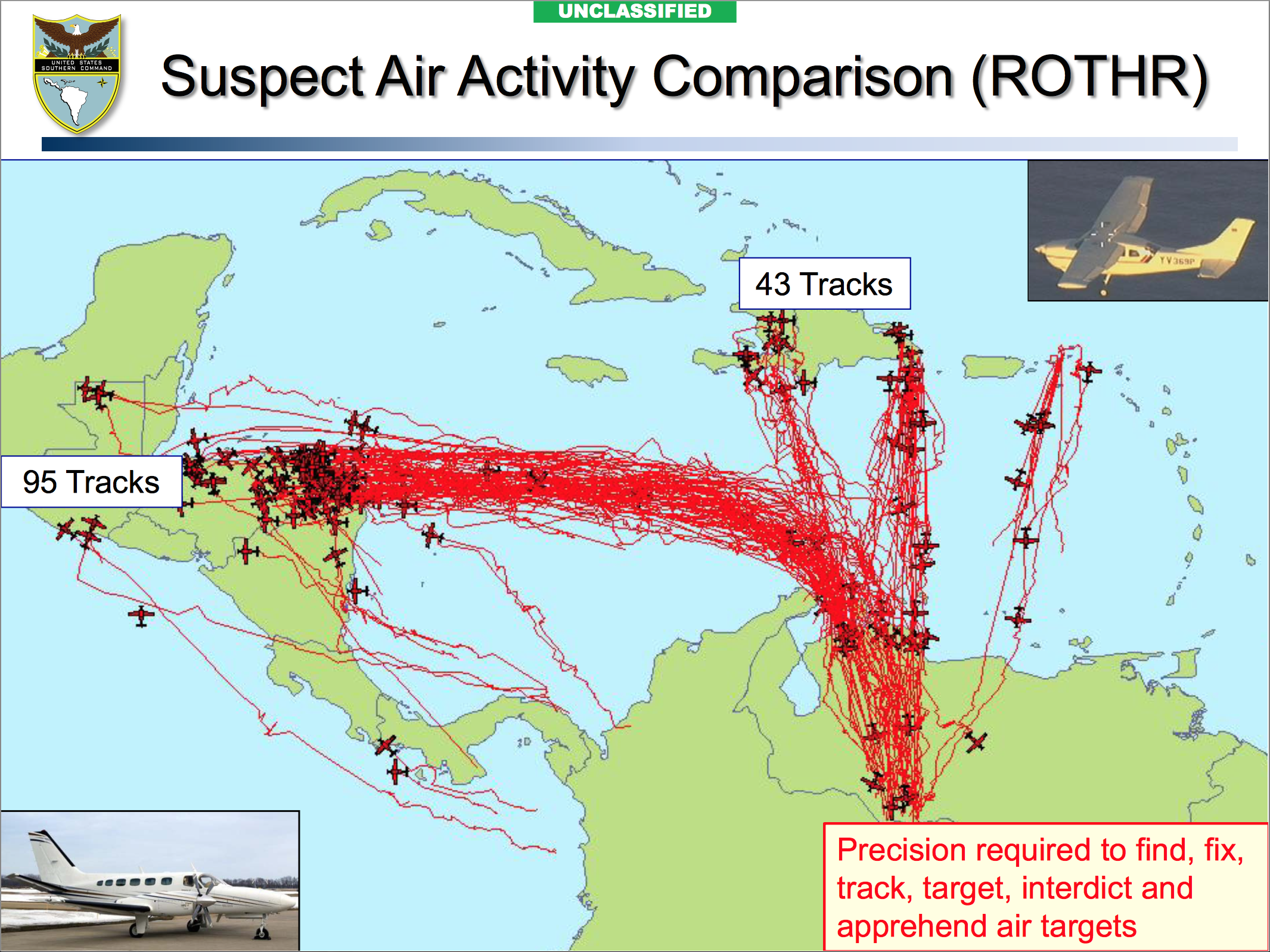
미 남부 사령부가 감시하는 마약 밀매 항공로

마약 밀수(痲藥密輸)는 불법적으로 마약을 사고 파는 것을 말한다.

## 같이 보기
- 부정부패
- 황금의 삼각지대
- 조직범죄
- 황금의 초승달 지대